# Au fond de l'océan (film, 1920)
Pour plus de détails, voir Fiche technique et Distribution.
Au fond de l'océan (Deep Waters) est un film muet américain de Maurice Tourneur, sorti en 1920.

## Synopsis
Henry Sanford, qui a un contrat pour construire un phare à Keyport, est attiré par Kate, la femme de Morgan Leroy, qui en devient jaloux. D'un autre côté, Bill Lacey, un membre de l'équipe du plongeur Caleb West, convoite Betty, la jeune et jolie femme de Caleb. Un jour, Bill est blessé lors d'un accident sur le site du phare et est amené chez Caleb, où Betty le soigne. Cependant, Kate s'est querellée avec son mari à propos d'Henry. Bill persuade Betty de partir avec lui pour Portland, mais elle a des remords et, réalisant qu'elle l'aime, retourne vers son mari, qui la rejette. Lors d'un naufrage, Caleb plonge pour récupérer le corps de Bill. Le Capitaine Bell explique à Caleb que c'est Betty qui a actionné la pompe à air qui le reliait au bateau. Il réalise qu'elle l'aime et se réconcilie avec elle. De leur côté, Morgan et Kate en font autant. 

## Fiche technique
- Titre : Au fond de l'océan
- Titre original : Deep Waters
- Réalisation : Maurice Tourneur
- Scénario : John Gilbert, d'après la pièce Caleb West de Michael Morton, adaptée du roman Caleb West, Master Diver de F. Hopkinson Smith
- Direction artistique : Floyd Mueller
- Photographie : Alfred Ortlieb, Homer Scott
- Production : Maurice Tourneur
- Société de production : Maurice Tourneur Productions
- Société de distribution : Famous Players-Lasky Corporation
- Pays de production :  États-Unis
- Langue originale : anglais
- Format : noir et blanc — 35 mm — 1,37:1 — Muet
- Genre : drame
- Durée : 50 minutes
- Dates de sortie :
  - États-Unis : 10 octobre 1920
  - France : 15 septembre 1922[1]
- Licence : domaine public

## Distribution
- Broerken Christians : Caleb West
- Barbara Bedford : Betty West
- Jack Gilbert : Bill Lacey
- Florence Deshon : Kate Leroy
- John Gilbert : Morgan Leroy
- Henry Woodward : Henry Sanford
- George Nichols : capitaine Joe Bell
- Lydia Yeamans Titus : tante Bell
- Marie Van Tassell : Barzella Busteed
- James E. Gibson : Vixley
- Ruth Wing : Zuby Higgins
- B. Edgar Stockwell : Seth Wingate
- Charles Millsfield : professeur Page
- Siggrid McDonald : la nièce de Page